# Грэдди, Сэм
Сэм Грэдди (англ. Samuel Louis Graddy III; род. 10 февраля 1964, Гафни, Южная Каролина) — американский спринтер и игрок в американский футбол, чемпион и призёр Панамериканских игр 1983 года в Каракасе и летних Олимпийских игр 1984 года в Лос-Анджелесе, мировой рекордсмен.

## Карьера
После окончания университета в 1987 году Грэдди подписал контракт с «Денвер Бронкос». Он играл сезоны 1987 и 1988 годов, а затем подписал контракт с «Лас-Вегас Рэйдерс», где он играл в 1990—1992 годах. Во время карьеры в «Рэйдерс» он делал слишком много передач, и, когда тренеры «Рейдера» это поняли, его игровое время сократилось.
Грэдди также был хорошим легкоатлетом. В 1984 году он выиграл национальный чемпионат США в беге на 100 метров со временем 10,28 секунды. Будучи студентом Университета Теннесси в Ноксвилле, он выиграл титул чемпиона NCAA в беге на 100 метров.
На Олимпийских играх в Лос-Анджелесе Грэдди был вторым после Карла Льюиса в беге на 100 м. Также он пробежал первый этап в эстафете 4×100 м, которую американская команда выиграла с новым мировым рекордом (37,83 секунды).